# سدریک هورجاک
سدریک هورجاک (انگلیسی: Cédric Horjak؛ زادهٔ ۲۴ فوریهٔ ۱۹۷۹) بازیکن فوتبال اهل فرانسه است.
از باشگاه‌هایی که در آن بازی کرده‌است می‌توان به باشگاه فوتبال نیم المپیک، باشگاه فوتبال لوزان-اسپورت، و باشگاه فوتبال سن-اتین اشاره کرد.